# Isabellaria bathyclista
Isabellaria bathyclista is een slakkensoort uit de familie van de Clausiliidae. De wetenschappelijke naam van de soort is voor het eerst geldig gepubliceerd in 1879 door O. Boettger.